# Mai
Mai (i. e. 1479 k. – i. e. 1425 k.) ókori egyiptomi hivatalnok volt a XVIII. dinasztia idején, III. Thotmesz uralkodása alatt. Az ókori Tjebu (mai nevén Kau el-Kebir) polgármestere és a papok elöljárója volt; ezen a településen lévő sírjából és egy vagy két szobráról ismert.
Sírja több, föld alatti kamrából áll, ahol megtalálták összetört szarkofágjának darabjait. A kívül és belül is díszített szarkofágon olvashatóak Mai neve és címei. Szobra ma Berlinben, a Neues Museumban található, ezen Mai ülve látható, a feliratok megadják nevét és címeit, emellett említik III. Thotmeszt, így a szobor pontosan datálható az ő uralkodására. Nyakában arany nyakéket visel, amit a királytól kaphatott kitüntetésként. Egy másik, stílusban igen hasonló szobor ma a Luxori Múzeumban található, szintén egy tisztviselőt ábrázol arany nyakékkel; felirata nincs, de lehet, hogy ez is Mait ábrázolja.

## Fordítás
- Ez a szócikk részben vagy egészben  a(z)   984550142 című angol Wikipédia-szócikk (governor) ezen változatának fordításán alapul.  Az eredeti cikk szerkesztőit annak laptörténete sorolja fel. Ez a jelzés csupán a megfogalmazás eredetét és a szerzői jogokat jelzi, nem szolgál a cikkben szereplő információk forrásmegjelöléseként.